# Sciences et Avenir
Sciences et avenir (Wissenschaft und Zukunft) ist ein seit 1947 monatlich erscheinendes französisches populärwissenschaftliches Magazin. Es gehört zum Medienkonzern Groupe Perdriel.
Die derzeitige Chefredakteurin Dominique Leglu ist promovierte Nuklearphysikerin. Von 1994 bis 2004 war Georges Golbérine Redaktionsleiter. Die Webausgabe stellt die Inhalte der Printausgabe gegen Bezahlung zur Verfügung, die frei verfügbare vierzehntäglich erscheinende Onlineausgabe unterscheidet sich von der gedruckten Version.